# Ophir Alviárez
Ophir Alviárez (Caracas, 1970) es una poeta venezolana. Reside en los Estados Unidos y hace vida activa en la cultura de Houston (Texas). Es miembro de la Asociación de Escritores de Mérida.
Obras Individuales:
•	Escaleno el triángulo (Editorial La Escarcha Azul, Asociación de Escritores de Mérida, Venezuela 2004)
•	Ordalía o (La pasión abreviada) (Fondo Editorial del Caribe, Venezuela 2009)
Obras Colectivas:
•	I Antología de Poesía de la Asociación Casildense de Escritores, (Santa Fé, Argentina, 2004)
•	V Antología de Sensibilidades, (Madrid, 2004)
•	I Antología de Poesía de la Asociación de Escritores de Mérida, (Venezuela, 2004). 
•	Edición de Oro de Sensibilidades, (Madrid 2005)
•	II Antología de Poesía de la Asociación de Escritores de Mérida, (Venezuela, 2005).
•	I Antología de Narrativa de la Asociación de Escritores de Mérida, (Venezuela, 2006).
•	Conjuro de Luces. XIV Encuentro Internacional Mujeres Poetas en el País de las Nubes, (Ciudad de México, 2006) 
•	Antología V Festival Mundial de Poesía. Casa Nacional de las letras Andrés Bello. Caracas 2008.
•	Antología de Poesía Joven Venezolana, edición bilingüe traducida al árabe, (Casa Nacional de las Letras Andrés Bello, Biblioteca Ayacucho, Universidad Libanesa Internacional, 2009)
•	Memoria del XX Festival internacional de Poesía de Medellín. Revista de Poesía Prometeo. Número 86-87. Medellín 2010.
•	San Diego Poetry Annual. California United States, 2012
Festivales y Congresos:
•	XIV Encuentro Internacional de Mujeres Poetas en el País de las Nubes. (Oaxaca, México 2006).
•	XV aniversario del Congreso de Mujeres Poetas en el País de las Nubes (Oaxaca México, 2007).
•	1er. Encuentro Internacional de Poesía Centro Cultural Ágora, Delegación de Naucalpan (México D.F, 2007).
•	V Festival Mundial de Poesía (Caracas, mayo de 2008). 
•	Primera Feria Internacional del Libro Eugenio María de Hostos (Mayagüez, Puerto Rico, marzo de 2010)
•	XX Festival de Poesía de Medellín (julio de 2010)
•	Segunda Feria Internacional del Libro Eugenio María de Hostos (Mayagüez, Puerto Rico, marzo de 2012)
•	16° Festival de Poesía de La Habana. (Cuba 2012)